# تاريخ الفلسفة الإسلامية (كتاب)
نُشر كتاب تاريخ الفلسفة الإسلامية، لأول مرة في عام 1996، وهو عبارة عن مجموعة من المقالات بقلم العديد من المراجعين للإسلام في سلسلة روتليدج لتاريخ فلسفات العالم ويحررها سيد حسين نصر من جامعة جورج واشنطن وأوليفر ليمان من جامعة ليفربول جون موريس. تمت مراجعة الكتاب جيدًا (يحمل غلاف الكتاب إشادة إيجابية من كلية الدراسات الشرقية والأفريقية بجامعة لندن ) .
يكشف الكتاب من خلال صفحاته التي تزيد عن 1200 صفحة العديد من أنواع الفكر الإسلامي على النحو التالي:
- القسم الأول - مفهوم الفلسفة في الإسلام، وخلفية الفلسفة الإسلامية، والعقيدة السنية، والعقيدة الشيعية، والفلسفة الإسماعيلية، والإنسانية الإسلامية.
- القسم الثاني - الفلاسفة الإسلاميون الأوائل: الكندي، والفارابي، والرازي، والأميري، وإخوان الصفا، وابن سينا، وابن مسكويه، والغزالي.
- القسم الثالث - الفلاسفة الإسلاميون في بلاد الإسلام الغربية: ابن مسرة، وابن باجة، وابن طفيل، وابن رشد، وابن سابين، وابن خلدون.
- المبحث الرابع - الإسلام والمتصوفة: عين القضاة الحمداني والسهروردي والفلسفة الإشراقية وابن عربي.
- القسم الخامس - الفلاسفة والفلسفات الإسلامية اللاحقة: الطوسي، ومدرسة أصفهان ، ومير داماد، والملا صدرا، شاه ولي الله.
- القسم السادس - التقليد الفلسفي اليهودي في العالم الإسلامي: سعدية غاون، ابن جببيرول، يهوذا اللاوي، موسى بن ميمون وليفي بن غيرشوم .
- القسم السابع - الميتافيزيقا، والمنطق، ونظرية المعرفة، والفلسفة السياسية، والأدب، واللغة، والعلم، والتصوف، والأخلاق، وعلم الجمال، والقانون.
- القسم الثامن - تفسير الإسلام في أوروبا في العصور الوسطى والغرب الحديث.
- القسم التاسع - الفلسفة الإسلامية في العالم الإسلامي الحديث في دول مثل: بلاد فارس، والهند، وباكستان، والعالم العربي، ومصر، وتركيا، وجنوب شرق آسيا.
- القسم العاشر - كيف تفسر الفلسفة الإسلامية في الغرب من منظور الاستشراق . مساهمة هنري كوربن والفلسفة الإسلامية في روسيا والاتحاد السوفيتي.